# Liga Portugal Legacy

## Liga Portugal Legacy
O Liga Portugal Legacy é uma exposição museológica interativa que celebra o legado do futebol profissional, oferecendo muito mais do que a simples exibição de troféus.
Pensado como uma experiência sensorial e imersiva, o espaço convida o visitante a explorar os momentos mais marcantes da história do futebol nacional e da Liga Portuguesa de Futebol Profissional, através de uma narrativa inovadora que combina tecnologia, emoção e memória viva.
Inaugurado a 5 de janeiro de 2025, no interior do Liga Portugal Experience, situado na Arena Liga Portugal, no Porto, o Liga Portugal Legacy afirma-se como uma nova referência na interseção entre futebol e cultura.
Mais do que um percurso cronológico pelos campeonatos ou pelas equipas, a visita propõe uma viagem interativa pelos protagonistas, pelas competições e pelos valores que moldaram — e continuam a moldar — o futebol português.

## Descrição
A exposição é composta por vários núcleos temáticos. Um dos destaques é a apresentação de um holograma em tamanho real, com testemunhos de presidentes da Liga Portugal, oferecendo aos visitantes uma experiência sensorial única. Adicionalmente, é representado o impacto social da Fundação do Futebol, com especial foco na sustentabilidade ambiental, inclusão social e inovação científica e tecnológica.
O espaço inclui ainda um mapa interativo global, que evidencia a presença crescente da Liga Portugal a nível internacional, através de parcerias e iniciativas de projeção do futebol português além-fronteiras.
A cronologia institucional da Liga Portugal apresenta os principais marcos da sua história, desde a sua fundação até à atualidade, incluindo os presidentes, os momentos mais significativos e a evolução da organização.
Pode descobrir ainda uma zona desenhada para homenagem a jogadores, treinadores e dirigentes que se destacaram no panorama nacional, com especial relevo para os distinguidos com o prémio "Talento que Marca o Mundo".
Na zona Geografia de Clubes, os visitantes podem explorar a identidade de clubes — que fizeram ou fazem parte das competições profissionais — através de ecrãs interativos que disponibilizam informações como figuras marcantes, sedes e estádios e outras curiosidades.
As competições profissionais organizadas pela Liga Portugal têm também um espaço dedicado, com a exposição de troféus, estatísticas históricas e momentos marcantes. O percurso conta ainda com um quiz interativo, que desafia os visitantes a testar os seus conhecimentos sobre a história da Liga.
A visita encerra com uma experiência audiovisual imersiva, que destaca o papel transversal da Liga Portugal, tanto na gestão das competições como nas diversas áreas em que atua, dentro e fora dos relvados.

## Coleção / Peças de referência
A exposição integra uma seleção de elementos emblemáticos do futebol profissional português. Entre os destaques incluem-se:
- As taças representativas das principais competições organizadas pela Liga Portugal;
- Equipamentos históricos de clubes e jogadores que marcaram diferentes épocas;
- Arquivos audiovisuais e objetos simbólicos ligados à história e identidade do futebol nacional;
- Instalações interativas e experiências sensoriais, que permitem ao visitante reviver momentos inesquecíveis do desporto em Portugal.

## Objetivos
O Liga Portugal Legacy assume como missão:
- Preservar e valorizar a memória histórica do futebol profissional em Portugal
- Reconhecer e homenagear o contributo dos diversos agentes desportivos para o crescimento e afirmação da Liga Portugal;
- Oferecer uma experiência inovadora que liga passado, presente e futuro do futebol português;
- Reforçar a ligação da Liga Portugal à sociedade, promovendo a cultura, a educação e a inovação tecnológica.